# Sphecodes zangherii
Sphecodes zangherii är en biart som beskrevs av Noskiewicz 1931. Sphecodes zangherii ingår i släktet blodbin, och familjen vägbin. Inga underarter finns listade i Catalogue of Life.